# Клаудсли-Томпсон, Джон
Джон Леонард Клаудсли-Томпсон (англ.John Leonard Cloudsley-Thompson; 3 мая 1921; Мурри, Равалпинди, Пенджаб, Британская Индия, Британская империя — 4 октября 2013) — британский натуралист, был известен своими работами про фауну пустыни. Он также был командиром танка во время Второй мировой войны.

## Биография

### Ранние годы
Томпсон родился в Мурри,(ныне Пакистан), его отец работал в сфере здравоохранения. Он вернулся в Великобританию, чтобы получить образование в колледже Мальборо, а затем изучать естественные науки в колледже Пембрук в Кембридже.

### Вторая мировая война
Его учеба в Кембридже была прервана началом Второй мировой войны. Он пошел добровольцем в армию в сентябре 1939 года. После помощи своему отцу (который к тому времени был врачом здравоохранения Ламбета) в создании пунктов оказания помощи раненым, он вызвался присоединиться к Королевскому танковому полку.
Перед призывом в 1941 году Томпсон присоединился к местным добровольцам обороны, а затем к ополчению. Его отправили в Сандхерст для обучения на офицерских курсах после их окончания его зачислили в 4-й (Королевский) гусарский полк.
После перевода в 4-й лондонский йоменри он отплыл, чтобы присоединиться к 7-й бронетанковой дивизии «Пустынные крысы» в Северной Африке и принял участие в операции «Крестоносец» в ноябре 1941 года.

### Натуралист
После войны Клаудсли-Томпсон вернулся в Кембридж, чтобы завершить учебу, получив степень магистра и доктора философии. Затем он стал преподавателем зоологии в Королевском колледже Лондона. Тем не менее, он по-прежнему питал большой интерес к пустыне, в условиях которой он сражался. В 1960 году он стал профессором зоологии в Хартумском университете и хранителем Суданского музея естественной истории.
После короткого периода в 1969 году в качестве приглашенного профессора в Университет Альбукерке там он занимался исследованием местной фауны в пустынях Нью-Мексико, после завершения работ, он и его жена Энн вернулись в Лондон в 1972 году. После завершения командировки в Нью-Мексико, он был назначен профессором зоологии в Биркбек-колледже Лондонского университета и оставался в университете до выхода на пенсию в 1986 году, тогда же он стал почетным профессором.
Клаудсли-Томпсон также был председателем Британской ассоциации естествоиспытателей в период с 1974 по 1983 год и был удостоен высшей награды Ассоциации за выдающиеся заслуги в понимании естественной истории - Мемориальной премии Питера Скотта в 1993 году.
К моменту своей смерти в октябре 2013 года он написал более 50 книг о фауне пустынь и рефлексах, используемых дикими животными для выживания в пустынной местности,такими как пауки и скорпионы.
Его жена Энн умерла на год раньше в 2012 году.

## Перевод работ на русский язык.
- Клаудсли-Томпсон Дж. Миграция животных / Пер. с англ. Е. П. Крюковой; Под ред. д-ра биол. наук, проф. В. Д. Ильичёва; Художник А. В. Шипов. — М.: Мир, 1982. — 136 с. — 50 000 экз.